# ناحیه فوکه
ناحیه فوکه (به عربی: دائرة فوکة) یک ناحیه در الجزایر است که در استان تی‌پازه واقع شده‌است.

## خصوصیات
ناحیه فوکه ۵۰٬۰۰۰ نفر جمعیت دارد.